# Deutsche Fünfkampf-Meisterschaft 1953/54

Veranstaltungsort: Frankfurt am Main

Die Deutsche Fünfkampf-Meisterschaft 1953/54 war eine Billard-Turnierserie und fand zum achten Mal vom 8. bis 10. März in Frankfurt am Main statt.

## Geschichte
Erstmals wurde die Deutsche Fünfkampfmeisterschaft nach den neuen Richtlinien des Weltverbandes durchgeführt. Das heißt alle Einzeldisziplinen wurden auf die volle Distanz, wie bei Welt- und Europameisterschaften in den Einzeldisziplinen gespielt. Dadurch gab es eine wahre Leistungsexplosion im Cadre 47/2 (Lütgehetmann) und vor allem im Einband (Tiedtke). Diese Leistungen im Einband gab es bisher weltweit nicht. Sieger dieser Meisterschaft, bei der es beabsichtigt nur vier Teilnehmer gab, wurde Walter Lütgehetmann. Denn durch die langen Distanzen konnte ein Match bis zu 10 Stunden dauern. Platz 2 belegte Ernst Rudolph vor Titelverteidiger August Tiedtke.

## Modus
Reihenfolge der Endrechnung in der Abschlusstabelle:
1. MP = Matchpunkte
2. PP = Partiepunkte
3. VGD = Verhältnismäßiger Generaldurchschnitt
4. BVED = Bester Einzel Verhältnismäßiger Durchschnitt

Bei der Berechnung des VGD wurden die erzielten Punkte in folgender Weise berechnet:
Freie Partie: Distanz 500 Punkte (erzielte Punkte mal 1)
Cadre 45/2: Distanz 400 Punkte (erzielte Punkte mal 2)
Einband: Distanz 150 Punkte (erzielte Punkte mal 9)
Cadre 71/2: Distanz 300 (Punkte erzielte Punkte mal 3)
Dreiband: Distanz 50 Punkte (erzielte Punkte mal 40)
Alle Aufnahmen wurden mal 1 gewertet.
Der Fünfkampf wurde auch in dieser Spielfolge gespielt.
In der Endtabelle wurden die erzielten Matchpunkte vor den Partiepunkten und dem VGD gewertet.

## Abschlusstabelle
| Legende | Legende                                       |
| --- | --------------------------------------------- |
| Abk. | Bedeutung                                     |
| Pkt. | erzielte Punkte                               |
| Aufn. | benötigte Aufnahmen                           |
| ED | Einzeldurchschnitt                            |
| GD | Generaldurchschnitt                           |
| VGD | Verhältnismässiger Generaldurchschnitt        |
| BMD | Bester Mannschaftsdurchschnitt                |
| BED | Bester Einzeldurchschnitt                     |
| BSD | Bester Satzdurchschnitt                       |
| BEVD | Bester Einzel Verhältnismässiger Durchschnitt |
| HS | Höchstserie                                   |
| MP | Match Points                                  |
| PP | Partie Punkte                                 |
| G-U-V | Gewonnen-Unentschieden-Verloren               |
| SV | Satzverhältnis                                |
| WRP | Weltranglistenpunkte                          |
| | 1. Platz (Gold)                               |
| | 2. Platz (Silber)                             |
| | 3. Platz (Bronze)                             |
| | Bester GD des Turniers/Runde                  |
| | Bester VGD des Turniers/Runde                 |
| | Bester ED des Turniers/Runde                  |
| | Bester BVGD des Turniers/Runde                |
| | Beste HS des Turniers/Runde                   |
| (Evtl. finden nicht alle Begriffe Anwendung oder einige sind nicht aufgeführt. Diese können in der Liste der Karambolage-Begriffe nachgesehen werden.) |                                               |

| Endklassement | Endklassement                      | Endklassement | Endklassement | Endklassement | Endklassement | Endklassement |
| Platz         | Name                               | MP            | PP            | VGD           | BVED          |               |
| ------------- | ---------------------------------- | ------------- | ------------- | ------------- | ------------- | ------------- |
| 1             | Walter Lütgehetmann (Frankfurt/M.) | 4:2           | 19:11         | 46,13         | 57,35         |               |
| 2             | Ernst Rudolph (Essen)              | 4:2           | 14:16         | 31,01         | 40,02         |               |
| 3             | August Tiedtke (Düsseldorf)        | 2:4           | 16:14         | 39,87         | 34,78         |               |
| 4             | Siegfried Spielmann (Düsseldorf)   | 2:4           | 11:19         | 31,66         | 43,60         |               |

## Disziplintabellen
| Platz | Name                | MP  | Pkte. | Aufn. | GD    | BED    | HS  |
| ----- | ------------------- | --- | ----- | ----- | ----- | ------ | --- |
| 1     | Siegfried Spielmann | 6:0 | 1500  | 36    | 41,66 | 500,00 | 500 |
| 2     | Walter Lütgehetmann | 2:4 | 819   | 27    | 30,33 | 22,72  | 201 |
| 3     | Ernst Rudolph       | 2:4 | 1267  | 42    | 30,16 | 31,25  | 234 |
| 4     | August Tiedtke      | 2:4 | 1425  | 51    | 27,94 | 125,00 | 447 |

| Platz | Name                | MP  | Pkte. | Aufn. | GD    | BED   | HS  |
| ----- | ------------------- | --- | ----- | ----- | ----- | ----- | --- |
| 1     | Walter Lütgehetmann | 4:2 | 1152  | 18    | 64,00 | 66,66 | 201 |
| 2     | Ernst Rudolph       | 4:2 | 1002  | 49    | 20,44 | 19,04 | 154 |
| 3     | Siegfried Spielmann | 2:4 | 903   | 44    | 20,52 | 66,66 | 116 |
| 4     | August Tiedtke      | 2:4 | 868   | 45    | 19,28 | 23,52 | 109 |

| Platz | Name                | MP  | Pkte. | Aufn. | GD   | BED   | HS |
| ----- | ------------------- | --- | ----- | ----- | ---- | ----- | -- |
| 1     | Walter Lütgehetmann | 5:1 | 450   | 72    | 6,25 | 8,33  | 50 |
| 2     | August Tiedtke      | 4:2 | 370   | 47    | 7,87 | 13,63 | 44 |
| 3     | Ernst Rudolph       | 2:4 | 283   | 62    | 4,56 | 5,55  | 31 |
| 4     | Siegfried Spielmann | 1:5 | 339   | 75    | 4,52 | 5,00  | 25 |

| Platz | Name                | MP  | Pkte. | Aufn. | GD    | BED   | HS  |
| ----- | ------------------- | --- | ----- | ----- | ----- | ----- | --- |
| 1     | Walter Lütgehetmann | 6:0 | 900   | 37    | 24,32 | 37,50 | 139 |
| 2     | Ernst Rudolph       | 4:2 | 626   | 42    | 14,90 | 18,75 | 139 |
| 3     | August Tiedtke      | 2:4 | 674   | 47    | 14,34 | 17,64 | 56  |
| 4     | Siegfried Spielmann | 0:6 | 640   | 50    | 12,80 | -     | 99  |

| Platz | Name                | MP  | Pkte. | Aufn. | GD    | BED   | HS |
| ----- | ------------------- | --- | ----- | ----- | ----- | ----- | -- |
| 1     | August Tiedtke      | 6:0 | 150   | 174   | 0,862 | 1,351 | 8  |
| 2     | Walter Lütgehetmann | 2:4 | 128   | 171   | 0,748 | 0,735 | 6  |
| 3     | Siegfried Spielmann | 2:4 | 120   | 208   | 0,576 | 0,757 | 7  |
| 4     | Ernst Rudolph       | 2:4 | 110   | 195   | 0,564 | 0,757 | 5  |